# BRP Enrique Jurado
Le BRP Enrique Jurado (PC-371) est le deuxième patrouilleur côtier de classe Jose Andrada de la marine philippine. Il fait partie du premier lot de sa classe, commandé par l’intermédiaire des ventes militaires à l’étranger (FMS) des États-Unis en 1989, et a été mis en service par la marine philippine le 24 juin 1991,. Il a été initialement désigné comme Fast Patrol Craft, et a été numéroté « DF-371 », mais il a été redésigné plus tard comme une canonnière de patrouille, et a été renuméroté « PG-371 » jusqu’à ce qu’une autre reclassification change son numéro de coque en « PC-371 » en avril 2016.

## Détails techniques
Le navire a été construit selon les normes de la Garde côtière américaine avec une coque et une superstructure en aluminium. Il est propulsé par deux moteurs diesel Detroit Diesel Corporation 16V-92TA d’une puissance combinée d’environ 2800 ch, entraînant deux hélices et donnant une vitesse maximale de 28 nœuds (52 km/h). L’autonomie maximale est de 1200 milles marins (2200 km) à 12 nœuds (22 km/h) ou de 600 milles marins (1100 km) à 24 nœuds (44 km/h).
Le navire était conçu à l’origine pour transporter un canon de 40 mm Mk.3, un mortier de 81 mm à l’arrière et quatre mitrailleuses de 12,7 mm (calibre .50),. Au lieu de cela, il n’est armé que de quatre mitrailleuses Browning M2HB de calibre 12,7 mm sur des affûts Mk.26, dont deux positionnées à l’avant et deux à l’arrière, et de deux mitrailleuses M60 de 7,62 mm (calibre .30), toutes deux montées au milieu du navire. Le navire peut transporter 4000 cartouches de 12,7 mm et 2000 cartouches de 7,62 mm.
Faisant partie du premier lot (PG-370 à PG-378), il n’est pas équipé du chain gun M242 Bushmaster Mk.38 Mod.0 de 25 mm que les autres navires jumeaux transportent,,. Il était prévu d’installer sur sa proue un chain gun M242 Bushmaster de 25 mm (stabilisé ou non) après quelques modifications mineures, mais à ce jour, cela ne s’est pas concrétisé.
Il est équipé d’un radar de recherche et de navigation de surface Raytheon AN/SPS-64(V)11, mais avec une antenne plus petite que celles utilisées sur les plus grands navires de la marine philippine,.
Un bateau pneumatique semi-rigide de 4 mètres propulsé par un moteur hors-bord de 40 ch est rangé au milieu du navire.

## Historique
Le BRP Enrique Jurado a fait partie de la flottille de 19 navires, axée sur l’aide humanitaire, qui a été déployée par la marine philippine fin décembre 2021 dans les zones gravement dévastées par le typhon Odette. Cette flottille de secours se composait de sept navires de transport pour le transport de matériel de secours et de personnes bloquées localement, de deux navires de patrouille pour le commandement et le contrôle, de huit autres embarcations en tant que navires de soutien général. Même le yacht présidentiel, le BRP Ang Pangulo (AT-25) a été reconverti en navire-hôpital. Le BRP Enrique Jurado faisait partie, avec le BRP Tausug (AT-295), le BRP Abraham Campo (PC-396) et l’ACS-700, des navires qui étaient déjà à Cebu. Ils ont été rejoints par les BRP Tarlac (LD-601), BRP Bacolod City (LC-550), BRP Antonio Luna (FF-151), BRP Andres Bonifacio (PS-17), BRP Iwak (LC-289), BRP Agta (LC-290) et BRP Ivatan (AT-298) qui ont été déployés pour renforcer les efforts d’aide humanitaire et de réponse aux catastrophes (HADR) en cours à Cebu, Palawan et dans le nord de Mindanao, en particulier dans les îles Dinagat, Surigao et Siargao.
Début mars 2023, le BRP Enrique Jurado a fait partie des deux unités de la marine philippine qui ont porté assistance aux passagers et aux membres d’équipage d’un navire à passagers qui s’était échoué au large de Talibon, à Bohol, le 28 février. Les forces navales centrales, par l’intermédiaire de la Force opérationnelle navale 50, ont déployé deux patrouilleurs, le BRP Filipino Flojo (PC-386) et le BRP Enrique Jurado, pour aider le M/V Starlite Saturn, un navire de transport de passagers roulier (Ro-Ro) qui s’est échoué au large de l’île de Bilangbilangan dans la municipalité de Talibon. Le navire commercial transportait 157 personnes dont 102 passagers et 55 membres d’équipage. L’intervention immédiate des deux patrouilleurs, ainsi que du navire de la Garde côtière philippine BRP Malamawi (FPB-2403) et de quelques bateaux à moteur civils dans la zone, a permis de transférer en toute sécurité 88 passagers du navire en détresse à bord d’une embarcation SuperCat, le M/V St. Camael, qui les a ensuite transportés au quai 5, dans le port de Cebu. 14 autres passagers, des conducteurs de camions, se sont portés volontaires pour rester à bord du navire afin de surveiller leurs cargaisons.